# The Seafarer
Pour le court-métrage de Stanley Kubrick, voir The Seafarers.
The Seafarer (« Le Marin » ou « Le Navigateur ») est un poème en vieil anglais long de 124 lignes préservé dans le Livre d'Exeter, l'un des quatre principaux manuscrits de poésie vieil-anglaise.

## Résumé
Le narrateur est un vieux marin qui juge sa vie à travers ses actions. La narration est séparée en deux parties distinctes, très différentes entre elles. La première moitié est une description romantique de sa vie en mer avec ses joies et ses difficultés. La seconde partie consiste en une prière à Dieu et en des conseils pour mener une bonne vie. La différence de ton entre ces deux parties a incité certains des premiers éditeurs du poème à considérer qu'ils n'avaient pas le même narrateur, mais le poème est généralement considéré comme un monologue unifié dans lequel les tribulations de la première partie représentent de manière allégorique l'ascétisme chrétien.

## Catégorisation
The Seafarer est généralement considéré comme appartenant au groupe des élégies du Livre d'Exeter avec The Wanderer, The Rhyming Poem, Deor, Wulf and Eadwacer, The Wife's Lament, Resignation, The Husband's Message et The Ruin.